# GT Racing 2: The Real Car Experience
GT Racing 2: The Real Car Experience est un jeu vidéo de course développé par Gameloft Bulgaria et édité par Gameloft sorti le 13 novembre 2013 sur plateformes mobiles. C'est la suite de GT Racing: Motor Academy.

## Gameplay
GT Racing 2: The Real Car Experience est un jeu de course similaire à la série Real Racing, en particulier Real Racing 3 et le deuxième opus de la série Gameloft racing dans le prolongement de GT Racing: Motor Academy. Il fournit 67 voitures sous licence de plus de 30 constructeurs et 13 circuits. Le mode solo comprend de vrais fantômes de contrôleur similaires à RR3. Le mode solo est divisé en 7 niveaux. Tout comme dans RR3, vous avez besoin de voitures spéciales pour terminer des niveaux spécifiques. Vous pouvez mettre à niveau votre voiture, ce qui nécessite du temps réel et du temps mécanique, mais la réparation des voitures ne prend ni temps ni coût contrairement à RR3.
Il est disponible sur les plates-formes d'Huawei, Lenovo, Allview, Ulefone, Doogee, TCL, iPad, iPhone, Nokia, Samsung.
En multijoueur, vous pouvez affronter d'autres joueurs du monde entier et créer des équipes. Il y a plus de 1400 événements au total avec des modes tels que les courses classiques, les duels, les KO et les dépassements. De nouveaux défis sont ajoutés chaque semaine. Il existe différentes conditions météorologiques, aides à la conduite et options de personnalisation.

## Voiture

Alfa Romeo
Alpine
Aston Martin
Audi
Bentley
BMW
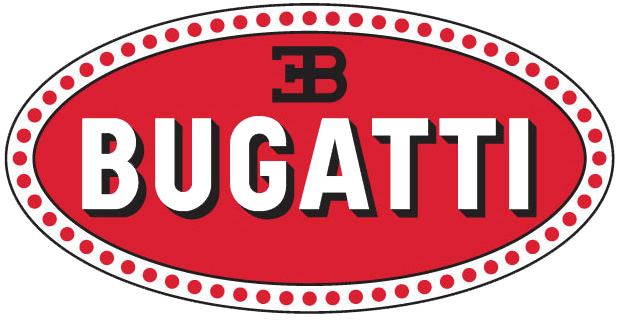
Bugatti
Cadillac
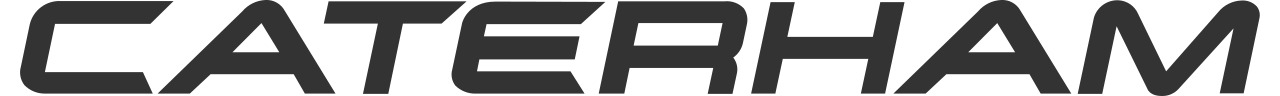
Caterham
Chery
Chevrolet
Citroën
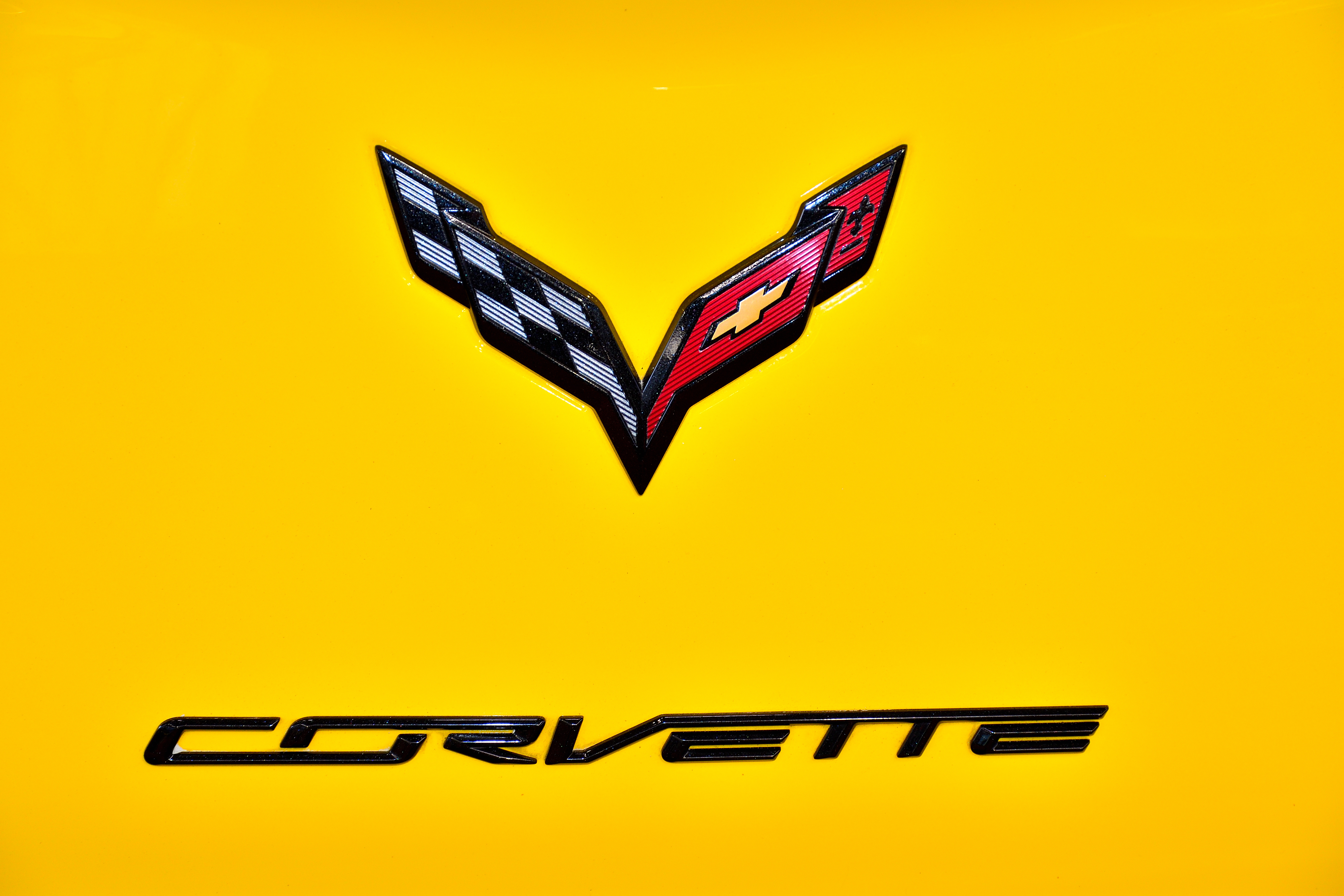
Corvette
Dacia
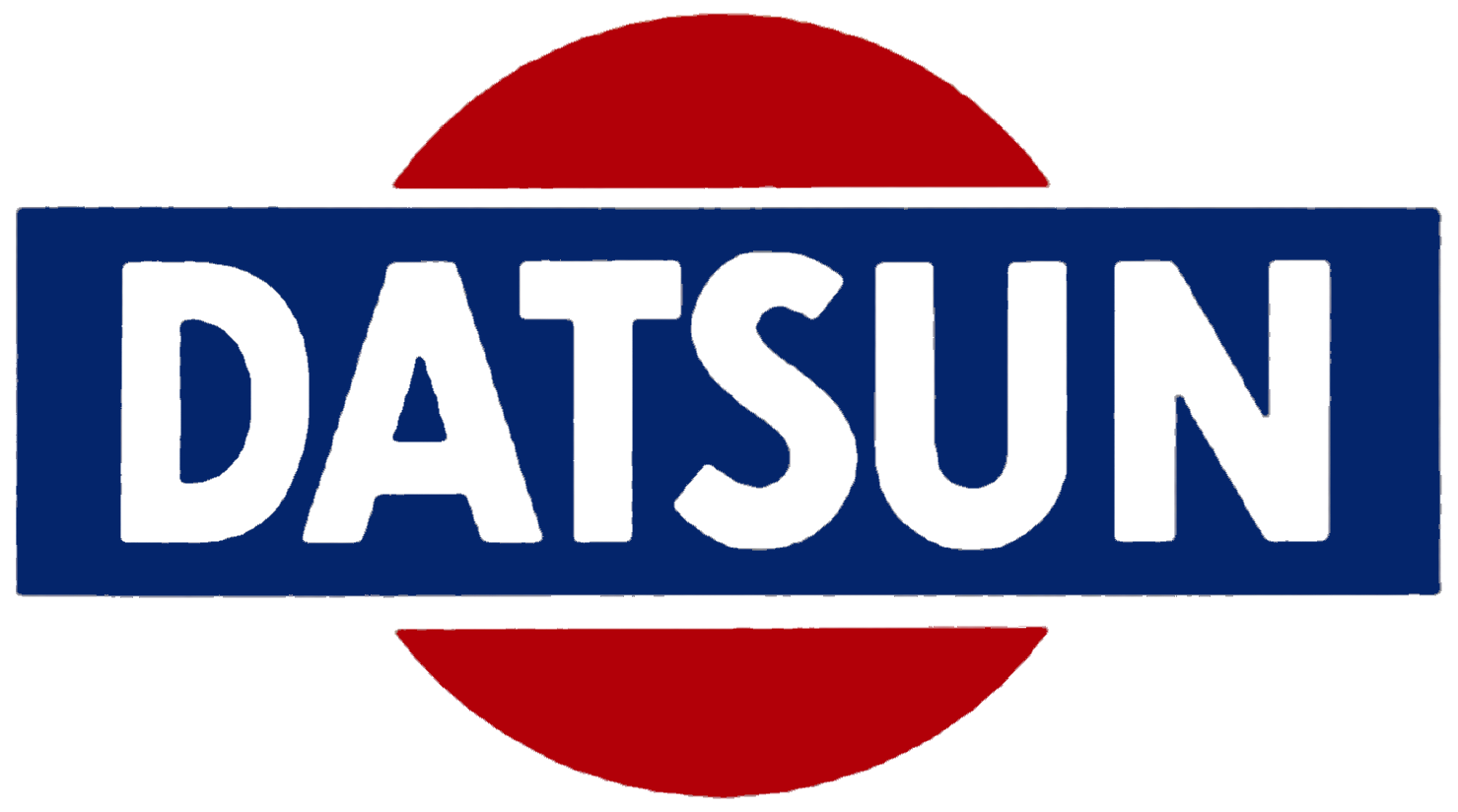
Datsun
Dodge
DS
Ferrari
Fiat
Ford
Jaguar
Lamborghini
Land Rover
Lexus
Lotus
Maserati
Mazda
McLaren
Mercedes-Benz
Mini
Mitsubishi
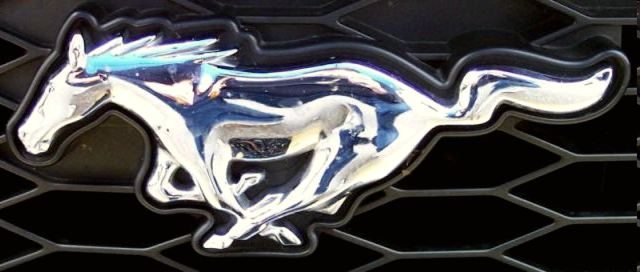
Mustang
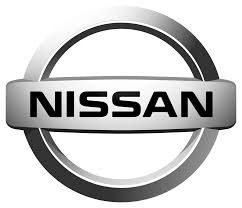
Nissan
Opel
Plymouth
Pontiac
Renault
Ruf
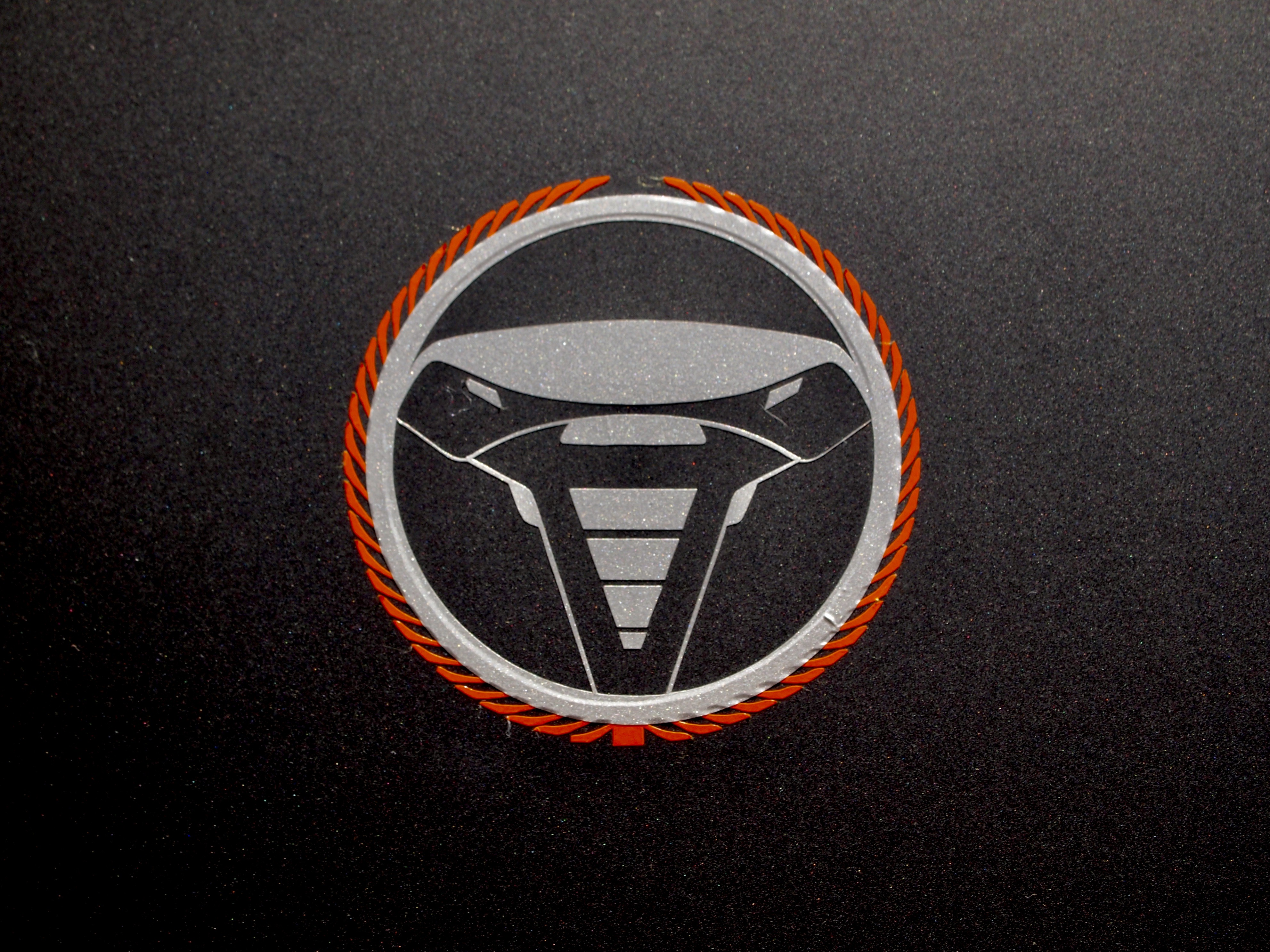
Savage Rivale
SEAT
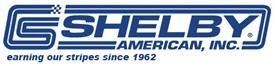
Shelby
Subaru
Tesla
Toyota
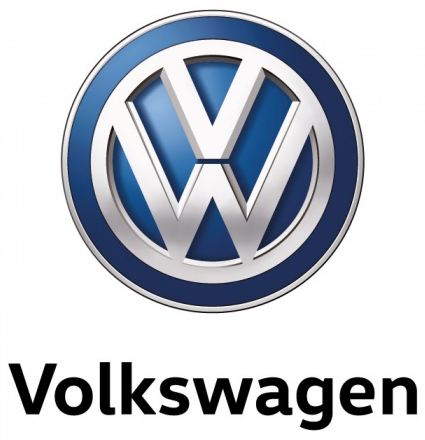
Volkswagen
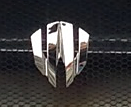
W Motors

## Accueil
- GameZebo: 4/5[1]
- Pocket Gamer : 4/5[2]